# Solinus
Genre
Solinus est un genre de pseudoscorpions de la famille des Garypinidae.

## Distribution
Les espèces de ce genre se rencontrent en Europe du Sud, en Afrique, en Océanie, au Japon et au Mexique.

## Liste des espèces
Selon Pseudoscorpions of the World (version 3.0) :
- Solinus africanus Beier, 1967
- Solinus australiensis Chamberlin, 1930
- Solinus corticola (Chamberlin, 1923)
- Solinus cyrenaicus (Beier, 1929)
- Solinus hispanus Beier, 1939
- Solinus japonicus Morikawa, 1953
- Solinus pusillus Beier, 1971
- Solinus rhodius Beier, 1966

## Publication originale
- Chamberlin, 1930 : A synoptic classification of the false scorpions or chela-spinners, with a report on a cosmopolitan collection of the same. Part II. The Diplosphyronida (Arachnida-Chelonethida). Annals and Magazine of Natural History, sér. 10, vol. 5, p. 1-48 & 585-620.